# Charles Littlejohn
Charles William Berry Littlejohn (ur. 4 stycznia 1889 w Nelson, zm. 4 sierpnia 1960 w Melbourne) – nowozelandzki wioślarz reprezentujący Wielką Brytanię, oficer i lekarz, srebrny medalista olimpijski. 
Kształcił się na University of Melbourne i w New College Uniwersytetu Oksfordzkiego (stypendium Rhodesa). Dwukrotnie brał udział w The Boat Race, w latach 1911 i 1912 odnosił zwycięstwa.
Wystąpił na igrzyskach olimpijskich w Sztokholmie w 1912, gdzie brytyjska osada New College w składzie: William Fison, William Parker, Thomas Gillespie, Beaufort Burdekin, Frederick Pitman, Arthur Wiggins, Charles Littlejohn, Robert Bourne i John Walker zdobyła srebrny medal w ósemkach. W finale przegrali z rodakami z osady Leander Club o 3,5 sekundy. Był to jego jedyny start olimpijski.
Z wykształcenia był chirurgiem. Po wybuchu I wojny światowej wstąpił do Royal Army Medical Corps, otrzymując przydział w stopniu porucznika. Zdemobilizowany w stopniu kapitana. W 1914 został ciężko ranny. Odznaczony belgijskim Krzyżem Wojennym, brytyjskim Krzyżem Wojskowym. W 1942 został Oficerem, a cztery lata później Komandorem Orderu Imperium Brytyjskiego.